# Wakfu (série animada)
Wakfu é uma série de desenho animado francesa baseada no jogo de computador homônimo com um total de 52 episódios com duração de 22 minutos cada um, produzida pela Ankama e France Télévisions, que estreou no canal francês France 3 entre 30 de outubro de 2008 e foi transmitido até 17 de setembro de 2017.
Em Portugal a primeira temporada estreou na SIC K no dia 1 de outubro de 2012 e a segunda temporada no dia 6 de novembro de 2012. No Brasil a série foi disponibilizada na Netflix dia 1 de novembro de 2014.
Várias vezes a produtora Ankama renova sua intenção de oferecer uma quarta temporada. Em fevereiro de 2020, o produtor da série anunciou que estava procurando emissoras para esta temporada futura.
Um spin-off chamado Mini-Wakfu, que apresenta curtas humorísticos com personagens desenhados no estilo chibi, foram no ar em setembro de 2009. A série é interalmente feita nos estúdios da Ankama em Roubaix usando Adobe Flash,  com exceção do episódio especial "Noximilien l'Horloger" que conta a origem de Nox o vilão da primeira temporadora, que foi produzido no Japão e apresenta um estilo de arte feito pela mesma equipe de animadores que trabalhou em animes como Kaiba e Kemonozume. O episódio foi dirigido por Eunyoung Choi  e com Masaaki Yuasa no design de personagens. .

## Enredo
Wakfu é a história de Yugo, uma criança que foi abandonada por um dragão, ficando entregue aos cuidados de Alibert. No seu berço estava guardada uma enigmática mensagem profética na qual se podia ler que aquele ser era especial e que mais tarde os seus poderes viriam à tona, pois estaria-lhe reservada uma missão única. Logo de seguida, a narrativa dá um salto temporal e mostra um Yugo com 12 anos a quem Albert procurou passar os melhores valores.
Quando nada o fazia prever, há uma criatura que ataca a taberna que servia de casa a esta família e Yugo assiste ao despertar dos seus poderes tornando-se uma criatura chamada Grovy, conseguindo assim afastar este perigo. É este momento chave que o leva a compreender que terá que partir em busca das suas origens e finalmente descobrir o destino que lhe está traçado. Wakfu vai partir numa busca que irá mostrar-lhe que por dentro todos somos muito mais fortes do que julgávamos!

## Elenco de dublagem

### Dublagem francesa
A dublagem original francesa foi dirigida por Thomas Guitard.

#### Principais
- Fanny Bloc : Yugo
- Adeline Chetail : Amalia Sheran Sharm
- Patrick Béthune : Ruel Stroud
- Geneviève Doang : Evangelyne
- Thomas Guitard : Tristepin de Percedal
- Dorothée Pousséo : Adamaï

#### Recorrentes
- Benjamin Pascal : Nox/Vampyro (Temporada 1)
- Benoît Allemane : Grougaloragran  (Temporada 1,2)
- Yoann Sover : Maître Joris  (Temporada 1, 2)
- Thierry Mercier : Alibert  (Temporada 1, 2)
- Gérard Surugue : Rubilax  (Temporada 1, 2)
- Cédric Dumond : Prince Armand  (Temporada 1, 2) ; Jactance Alamogorda le Présentateur (Temporada 1, 2)
- Philippe Dumond : Roi Sadida  (Temporada 1, 2)
- Damien Da Silva : Grufon, la Carte  (Temporada 1, 2)
- Bruno Choel : Goultard  (Temporada 1, 2)
- Mathias Kozlowski : Kriss la Krass (Temporada 1, 2) ; Grany Smisse (Temporada 2)
- David Krüger : Remington Smisse  (Temporada 2)
- Antoine Tome : Anathar  (Temporada 2)
- Erik Colin : Qilby  (Temporada 2)
- Maryne Bretieaux : Cléophée (Temporada 2)
- Marc Alfos : Rushu (Temporada 2)
- Claire Baradat : Elaine (Temporada 2)
- Martin Brieuc : Encre Noire (Temporada 2)
- Jean Barney : Phaeris (Temporada 2)
- Alexandre Gillet : Prince Adale (Temporada 2)
- Déborah Perret : Générale Frida Mofette (Temporada 2)

#### Adicionais
- Bruno Magne : Jason (episódio 01), Meuporg (Temporada 2)
- Mylène Maiorano : Mia (episódio 01)
- Marc Cassot : Le chêne mou (episódio 02)
- Richard Darbois : Kabrok/Le Corbeau Noir (episódio 03)
- Claire Guyot : Miranda (episódio 03)
- Jessica Barrier : Princesse Eenca (episódio 04)
- Céline Ronté : Princesse Lela (episódio 04)
- Audrey Le Bihan : Princesse Ydalipe (episódio 04)
- Caroline Pascal : Princesse Erpel (episódio 04)
- Marie-Eugénie Maréchal : Pecora (episódio 05)
- Michel Vigné : Mandhal (episódio 05), Garde Sadida (episódio 20), Garde (episódio 22) (Temporada 2)
- Arnaud Laurent : Papris (episódio 05)
- Malvina Germain : Ombrage (episódio 06), Matématé (episódio 08)
- Elisabeth Fargeot : Nauséa (episódio 07)
- Dolly Vanden : Sybannak (episódio 07)
- William Coryn : Xav (episódio 08)
- Michel Mella : Coffcoff (episódio 08)
- Gérard Surugue : Ratafouine (episódio 08)
- Serge Faliu : Gonar le Grand (episódio 09)
- Vincent Grass : Tolot (episódio 10-12)
- Frédéric Cerdal : Calben (episódio 10-12)
- Michel Mella : Posho (episódio 10-12)
- Yann Guillemot : Jay et Jeram (episódio 10-12)
- Caroline Espargiliere : Vendeuse (episódio 10-12)
- Constantin Pappas : Saule (episódio 14)
- Gabriel Le Doze : Le vieux Sadida (episódio 14)
- Alisson Levray : Grouilleux (episódio 16)
- Nathalie Régnier : Capitaine Femme (episódio 18)
- David Kruger : Smisse Mond (episódio 18)
- Kelly Marot : Fille de Nox (episódio 23)
- Pierre Hatet : Drill (episódio 23)
- Sauvane Delanoë : Mica (episódio 23)
- Jennifer Fauveau : Lotie (episódio 23)
- Marie-Eugénie Maréchal : Galanthe (episódio 27)
- Antoine Tome : Actator, Père du Chevalier Justice (Temporada 2)
- Karine Foviau : Le Boufbowler Masqué, Maude (Temporada 2)
- Nessym Guetat : Tendynite (Temporada 2)
- Bernard Tiphaine : Le Procureur (Temporada 2)
- Bernard Bollet : Le Juge Rouflaquette (Temporada 2)
- Régis Lang : Albarus (Temporada 2)
- Vincent Ropion : Le Chevalier Justice (Temporada 2)
- Maël Davan-Soulas : Riglesse (Temporada 2)
- Perrette Pradier : Moumoune (Temporada 2)
- Jean-Pierre Michaël :  Pandiego De La Vega (Temporada 2)
- Edgar Givry : Phil Harmonic (Temporada 2)
- Paolo Domingo : Ardwin, Le Voleur De Voix (Temporada 2)
- Oldelaf : Tralalane (Temporada 2)
- Benjamin Pascal : Marie-Jean (Temporada 2)
- Christophe Lemoine : Kamaroti, Le Wawabbit (Temporada 2)
- Kelly Marot : Lady Glagla (Temporada 2)
- Rémi Caillebot : Prince Brakmar (Temporada 2)
- Dolly Vanden : Shanon Stone (Temporada 2)
- David Kruger : Johnny Keu Johnny Tete (Temporada 2)
- Olivier Thulliez : Pandallica (Temporada 2)
- Azad Lusbaronian : Grand Corps Petit (Temporada 2)
- Loïc Houdré : Félinor (Temporada 2)
- Martial Leminoux : Cassis (Temporada 2)

## Episódios
| Temporada | Episódios | Tipo               | Começo                  | Final              | Começo                | Começo                |
| --------- | --------- | ------------------ | ----------------------- | ------------------ | --------------------- | --------------------- |
| 1         | 26        | 1 especial         | 30 de outubro de 2008   | 5 de junho 2010    | 1 de outubro de 2012  | 1 de novembro de 2014 |
| 2         | 26        | 1 especial e 3 OVA | 26 de fevereiro de 2011 | 3 de março de 2012 | 6 de novembro de 2012 | 1 de novembro de 2014 |

## Outras mídias

### Filme da animação
Um filme intitulado Wakfu, le film estava em produção e deveria ser lançado em 2014.

### Jogos de vídeo
Ao todo existem três jogos, todas as plataformas combinadas.
- O primeiro, chama-se Wakfu : Les Gardiens que é um MMORPG que foi lançado em 05 de setembro de 2009.
- O segundo, Islands of Wakfu, só está disponível no Xbox Live Arcade desde 30 de março de 2011.
- Um jogo de RPG online Wakfu foi lançado no dia 29 de fevereiro de 2012.[11]

### Livros
História em Quadrinhos:
- Wakfu Heroes: (2 volumes) As aventuras de Corbeau Noir e de Percimol.
- Les Larmes de sang: (2 volumes) Recontagem das aventuras do jovem Sacrier.
- Making of Wakfu: (8 volumes) Explica como foram feitos os episódios da série.
- Les Kamas de la Soif: (2 volumes) Uma aventura com os nossos heróis no deserto.
- Les chroniques de Wakfu: (1 volume) Histórias curtas sobre Kama.
- Wakfu Nébuleuse: (1 volume)

Quadrinhos:
- Remington: (10 volumes) As aventuras do príncipe trapaceiro, os maiores ladrões e Remington Smisse.
- Maskemane: (8 volumes) Recontagem das aventuras de Zobal e de Maskemane.
- Boufbowl: (4 volumes) Os jogos lendários dos famosos Kriss e Krass.

Mangá:
- Wakfu: (2 volumes) Conta as aventuras de Yugo alguns meses após o fim da 2ª temporada.